# Дзержинский район (Новосибирск)
Дзержи́нский райо́н — один из десяти районов города Новосибирска, расположен на правом берегу Оби.

## География
Территория района — 36,5 км². Протяжённость района с севера на юг составляет 5 километров, с запада на восток — 5,5 километров.
В Дзержинском районе 220 улиц и переулков, среди которых основными являются: проспект Дзержинского, Авиастроителей, Кошурникова, Бориса Богаткова, Учительская.

## История
В 1930-е годы было принято решение о строительстве в Новосибирске машиностроительного завода и трикотажного комбината. Строительные площадки «Сибмашстроя» и «Трикотажстроя», появившиеся на окраине города, стали основой будущего района.
В 1980 году от него был отделён Калининский район, и границы Дзержинского района приобрели современное очертание.

## Население
| 1989     | 2002     | 2009     | 2010     | 2012     | 2013     | 2014     |
| -------- | -------- | -------- | -------- | -------- | -------- | -------- |
| 168 018  | ↘156 362 | ↘155 884 | ↗163 435 | ↗166 318 | ↗168 496 | ↗170 192 |
| 2015     | 2016     | 2017     | 2018     | 2021     |          |          |
| ↗171 438 | ↗172 370 | ↗173 398 | ↗174 360 | ↘153 688 |          |          |

Население района — 9.39 % процентов общего населения города. По этому показателю район находится на пятом месте.

## Экономика и социальная сфера
На территории района находится «НАПО им. Чкалова», «Сибирский НИИ авиации им. С. А. Чаплыгина», «Электроагрегат», «Новосибирский завод имени Коминтерна», ЗЖБИ-4, и другие промышленные предприятия, биатлонный комплекс, стадион «Чкаловец» и две спортивные школы.

## Образование
- Сибирская академия финансов и банковского дела
- Новосибирский радиотехнический колледж
- Новосибирский колледж легкой промышленности и сервиса
- Новосибирский строительно-монтажный колледж
- Аэрокосмический лицей имени Ю. В. Кондратюка

## Транспорт
Через Дзержинский район проходят маршруты всех видов городского транспорта — автобусов, трамваев, троллейбусов, метро (станции Берёзовая роща и Золотая нива)